# Ентоні Даймонд
Ентоні Джозеф "Тоні" Даймонд (30 листопада 1881 - 28 травня 1953) - політик Американської демократичної партії, який протягом багатьох років (1933–1945) був делегатом території Аляски в Палаті представників США.
Даймонд народився в Палатін-Бридж, графство Монтгомері, штат Нью-Йорк, відвідував католицькі школи, викладав у школі  округу Монтгомері (1900–1903), а також був вишукувачем / шахтарем на Алясці (1905–1912) до того, як почав вивчати право  і вести практику у Вальдесі (1913).
Політичний досвід Дімонда включає: уповноважений США в Чисані, Аляска (1913–1914); Спеціальний помічник прокурора США 3-го судового відділу Аляски у Валдесі (1917); Мер Вальдеса (1920–1922, 1925–1932); Територіальний сенат Аляски (1923–1926, 1929–1932); окружний суддя 3-го відділу Аляски (1945–1953). Він також служив делегатом Національного з'їзду демократів у 1936 і 1940 рр.
Помер 28 травня 1953 року в Анкориджі.
30 листопада штат Аляска святкує як "День Ентоні Даймонда". В Анкориджі його іменем названо середню школу та бульвар Даймонда, головну магістраль.